# Ostrowiec (powiat myśliborski)
Ostrowiec (do 1945 niem. Wusterwitz) – wieś w Polsce położona w województwie zachodniopomorskim, w powiecie myśliborskim, w gminie Dębno. Według danych z 2012 miejscowość liczyła 162 mieszkańców.
Wieś znajdowała się od ok. 1250 na terytorium powstałej Nowej Marchii, pierwsza wzmianka pochodzi z 1337 Na przestrzeni stuleci stanowiła własność wielu znanych okolicznych rodów szlacheckich, m.in. von Schönebeck, von der Kuhmeise, von der Marwitz, von dem Borne. Od 1945 leży w granicach Polski.

## Położenie
Zgodnie z podziałem fizycznogeograficznym Polski Kondrackiego teren, na którym położony jest Ostrowiec, należy do prowincji Niziny Środkowoeuropejskiej, podprowincji Pojezierza Południowobałtyckiego, makroregionu Pojezierze Południowopomorskie oraz w końcowej klasyfikacji do mezoregionu Równina Gorzowska

## Środowisko naturalne
Przy wsi w kierunku zachodnim znajduje się Jezioro Ostrowieckie o powierzchni 121 ha i maksymalnej głębokości 7,5 m. Na większej zalesionej wyspie utworzony został 11 kwietnia 1985 faunistyczny rezerwat przyrody Czapli Ostrów o powierzchni 16,45 ha, z kolonią czapli siwej i kormorana.

## Nazwa
Wüstervitz 1337; Wusterwitz 1486, 1944. Nazwa Ostrowiec została nadana w 1948

## Historia
- 5000 p.n.e. – osadnictwo z epoki kamiennej (znaleziska przedmiotów wykonanych z kamienia)
- VIII-poł. X w. – w widłach Odry i dolnej Warty znajduje się odrębna jednostka terytorialna typu plemiennego, prawdopodobnie powiązana z plemieniem Lubuszan. Na północy od osadnictwa grupy cedyńskiej oddzielały ją puszcze mosińska (merica Massen) i smolnicka (merica Smolnitz). Mieszkańcy zajmowali się gospodarką rolniczo-hodowlaną.
- 960–972 – książę Mieszko I opanowuje tereny nadodrzańskie, obejmujące obręb późniejszej kasztelani cedyńskiej, ziemię kiniecką i kostrzyńską
- 1005 (lub 1007) – Polska traci zwierzchność nad Pomorzem, w tym również nad terytorium w widłach Odry i dolnej Warty
- 1112-1116 – w wyniku wyprawy Bolesława Krzywoustego, Pomorze Zachodnie uznaje zwierzchność lenną Polski
- Pocz. XIII w. – obszar na północ od linii Noteci-dolnej Warty i zachód od Gwdy w dorzeczu Myśli, Drawy, środkowej Iny, stanowi część składową księstwa pomorskiego; w niewyjaśnionych okolicznościach zostaje przejęty przez księcia wielkopolskiego Władysława Laskonogiego, a następnie jego bratanka, Władysława Odonica
- 1250 – margrabiowie brandenburscy z dynastii Askańczyków rozpoczynają ekspansję na wschód od Odry; z zajmowanych kolejno obszarów powstaje następnie Nowa Marchia
- 1320-1323 – po wygaśnięciu dynastii askańskiej, Nowa Marchia przejściowo przechodzi we władanie książąt pomorskich
- 1323 – władzę w Nowej Marchii obejmują Wittelsbachowie
- 1337 – wzmianka w księdze ziemskiej margrabiego brandenburskiego Ludwika Starszego pod nazwą Wüstervitz, w ziemi golenickiej: Wüstervitz LIIII, dos IIII, Heinz Schonenbeck pro seruicio VI, pactus VI modios auene, Molendinum ibidem dat III frusta[7] – wieś liczy 54 łany, wolne od ciężarów podatkowych są 4 łany parafialne (dos), lennikiem zobowiązanym do służby konnej jest Heintz Schönebeck posiadający 6 łanów, pakt (pactus) płacony rycerstwu przez chłopów wynosi 6 półkorców (modios) owsa (auene), opłata młyna (molendinum) wynosi 3 talenty (frustum – miara obrachunkowa podatku równa 1 talent; niem. Stück). Dochód margrabiego z tytułu korzystania przez mieszkańców z okolicznych lasów (Merica doltzick – Puszcza Dolska) do np. wypasania świń czy bydła, wynosi 2⅛ korców owsa[8].
- 1402-1454/55 – Ziemie Nowej Marchii pod rządami zakonu krzyżackiego
- 2.06.1486 – margrabia Jan Cicero nadaje Clausowi von der Kuhmeise (Claus von der Kumeisen, Kuemaisen) w lenno miasteczko Barnówko (Bernowichen) wraz ze wsiami Dyszno (Ringenwolde) i Ostrowiec (Wusterwicz)[9][10]
- 19.02.1494 – margrabia Jan Cicero nadaje Baltazarowi i Andrzejowi von der Kuhmeise (Balczer und andereues Comeissen) w lenno miasteczko Barnówko (Bernowichen) wraz ze wsiami Dyszno (Ringenwalde) i Ostrowiec (Wusterwitz)[11][12]
- 1517 – wzmianka o rodzie Schönebeck we wsi[13]
- 1535-1571 – za rządów Jana kostrzyńskiego Nowa Marchia staje się niezależnym państwem w ramach Świętego Cesarstwa Rzymskiego
- 1538 – margrabia Jan kostrzyński oficjalnie wprowadza na terenie Nowej Marchii luteranizm jako religię obowiązującą
- 1571 – we wsi wymieniana rodzina von Horn[14]
- 1652-1654 – we wsi wymieniana rodzina von Horn[14]
- 2 poł. XVII–XVIII w. – kolejnymi właścicielami są: von der Marwitz, von dem Borne, Kolben, Gloxin, Kühlemann, Ernst Wilhelm Duhmke oraz Grothe
- 1701 – powstanie Królestwa Prus
- 1708 – Carl August von Sacetot otrzymuje od króla Fryderyka I posiadłość w Ostrowcu[15]
- XVIII w. – budowa kościoła o ryglowej konstrukcji, wieża z dachem namiotowym, sygnaturką i chorągiewką
- 1 poł. XIX w. – założenie parku
- 1807-1811 – reformy gospodarcze Steina – Hardenberga dotyczące zniesienia poddaństwa chłopów w Prusach

| Niemiecka nazwa | Obiekt  | Położenie                              | Polska nazwa           |
| --------------- | ------- | -------------------------------------- | ---------------------- |
| Helenenhof      | folwark | 1 km na zach., na zach. brzegu jeziora | Okuniec [nie istnieje] |

- 1815-1818 – reformy administracyjne Prus zmieniają strukturę Nowej Marchii; wieś należy do powiatu myśliborskiego, w rejencji frankfurckiej, w prowincji brandenburskiej
- 1834-1900 – majątek Ostrowiec zmienia właścicieli 8 razy
- 1871-1918 – Nowa Marchia w ramach zjednoczonego Cesarstwa Niemieckiego
- Pocz. XX w. – budowa kaplicy cmentarnej na skraju parku, bez wyraźnych cech stylowych
- 1900-1945 – majątek wraz z folwarkiem Helenenhof (Okuniec) w posiadaniu Richarda Müllera z Hohenlandin i następnie jego syna, Bernharda
- 1914 – majątek liczy 1061 ha, z czego 439 ha lasów i 108 ha wód
- 1945 – zniszczenie pałacu i kościoła, częściowa dewastacja parku przypałacowego
- 1972 – remont kaplicy cmentarnej i adaptacja na cele liturgiczne[17]

| Imię i nazwisko                                                                         | Lata                 |
| --------------------------------------------------------------------------------------- | -------------------- |
| Heintz Schönebeck                                                                       | 1337                 |
| von der Kuhmeise                                                                        | 1486 – po 1494       |
| von Schönebeck                                                                          | 1517                 |
| von Horn                                                                                | 1571, 1652-1654      |
| von der Marwitz, von dem Borne, Kolben, Gloxin, Kühlemann, Ernst Wilhelm Duhmke, Grothe | 2 poł. XVII–XVIII w. |
| 8 kolejnych właścicieli                                                                 | 1834 – 1900          |
| Richard Müller, Bernhard Müller                                                         | 1900 – 1945          |

## Ludność
Liczba ludności w ostatnich trzech wiekach:

## Gospodarka
Struktura działalności gospodarczej na dzień 31 marca 2005:
| Dział       | Ilość |
| ----------- | ----- |
| Produkcja   | -     |
| Transport   | -     |
| Handel      | 2     |
| Usługi      | 1     |
| Gastronomia | 2     |

W Ostrowcu funkcjonują 24 gospodarstwa rolne o łącznej fizycznej powierzchni 138,54 ha. Struktura użytków rolnych:
| Użytki rolne | Pow. w ha |
| ------------ | --------- |
| Orne         | 117,19    |
| Zielone      | 13,38     |
| Lasy         | 2,84      |
| Razem        | 133,41    |

Powierzchnia gospodarstw:
| Pow. w ha | Ilość |
| --------- | ----- |
| 1-5       | 15    |
| 5-10      | 5     |
| 10-20     | 2     |
| 20-50     | 2     |
| 50-100    | -     |
| >100      | -     |

## Edukacja
Dzieci uczęszczają do szkoły podstawowej w Różańsku, natomiast młodzież do gimnazjum publicznego w Smolnicy.

## Instytucje i organizacje
- Sołectwo Ostrowiec – ogół mieszkańców wsi Ostrowiec stanowi Samorząd Mieszkańców Sołectwa
- Wszelkie instytucje i organizacje znajdują się w Dębnie

## Atrakcje turystyczne
- Park pałacowy, pozostałość po pałacu[25] – leśno-krajobrazowy, powstał w 1 poł. XIX w., powierzchnia 4 ha. Zachował się czytelny układ parkowy, starodrzew, ruiny budynków gospodarczych, pałac nie istnieje (zniszczony w 1945). Wśród roślinności wyróżniono 44 gatunki roślinności drzewiastej. Występuje tu ponad 300 starych okazów różnych gatunków drzew, m.in.: lipy, wiązy, kasztany, modrzewie, świerki, klony, buki i graby, a nawet cisy. Wiek drzew ocenia się na 120 lat, z tym, że starodrzew liczy 220 lat. Stan zdrowotny drzew jest dobry. Obecnie na terenie parku znajduje się ośrodek wypoczynkowy i pole biwakowe. Wpisany do rejestru zabytków pod nr 227 z 10.09.1977[26].
- Kościół pw. św. Jana Chrzciciela – dawna kaplica cmentarna z pocz. XX w., jako kościół filialny parafii św. Michała Archanioła w Różańsku od 1972[17].
- Pomniki przyrody – aleja 262 dębów szypułkowych o obwodach 443-610 cm, przy drodze do Dyszna.
- Przez wieś przebiegają szlaki turystyczne:  – „Nad rzeką Kosą”,  – „Rezerwatów i pomników przyrody”.